# Standún
Standún is een warenhuis in het dorp Spiddal in Connemara, County Galway in Ierland. Het warenhuis werd opgericht in 1946 en is anno 2023 nog steeds actief. Naast de hoofdwinkel in Spiddal, is er een klein filiaal in Oughterard. 

## Geschiedenis
Standún werd in 1946 opgericht door May en Mairtin Standún in Spiddal. May en Mairtin Standun kochten een kleine bungalow met 2 slaapkamers. Maar binnen een paar dagen veranderde het kleine winkeltje, opgericht in 1946, in een winkel voor allerlei producten, van boodschappen, algemene huishoudelijke artikelen, kleding, schoenen, meubels, ijssalons, beddengoed en fietsen tot cement en andere bouwmaterialen, maar ook een tankstation. Standún, bekend als de thuisbasis van de Aran Sweater, is de bestemming geworden voor zowel toeristen als de lokale bevolking. 
In 1972 nam Donal, de zoon van May en Mairtin, het bedrijf over. Anno 2023 wordt Standun geleid door Cliona Standún, de kleindochter van de oprichters.

## Producten
In de jaren zestig zette Standún een fabriek op voor Aran-truien, wat het belangrijkste product van Standún werd, vooral toen de toeristenindustrie in de jaren 1970 begon te groeien. De truien werden bij de breiers opgehaald en voor afwerking naar de fabriek gebracht. In 1983 en daarna werd Standún een mijlpaal in Connemara voor voordelige gebreide kleding en Ierse producten van goede kwaliteit. 
Standun werd aanbevolen in reisgidsen zoals Frommers. Het won de Wall Street Journal Award voor de beste plek om online een Aran Sweater te kopen en de Best Of Galway Awards in 2013. Ook National TV and Radio of Ireland besteden aandacht aan het warenhuis.